# المحنة بحث في جدلية الديني والسياسي في الإسلام (كتاب)
المحنة: بحث في جدلية الديني والسياسي في الإسلام كتاب للمفكر الأردني الدكتور فهمي جدعان، صدرت طبعته الأولى عن دار الشروق في عمّان في مايو 1989م ثم تلتها عدّة طبعات عن المؤسسة العربية للدراسات والنشر. ويناقش الكتاب قضية خلق القرآن في إطارها التاريخي حتى انتهائها؛ وهي القضية التي تعد من أهم الجدليات الفكرية في التاريخ الإسلامي.

## محتوى الكتاب
- يتكون الكتاب من مقدمة ومدخل وخمسة فصول، وقد عرض فيه المؤلف وقائع محنة خلق القرآن.
- يقول فهمي جدعان عن موقفه من قضية خلق القرآن في الكتاب: «وأنا إذ أخوض هذه المعركة، أعرف أن "البداهات" هي خصمي اللدود فيها، وأسير عكس التيار، وذلك عند أمرين على الأقل، الأول: أنني أنأى بالمعتزلة نأياً تاما عن شبهة الامتحان التي نُسبت إليهم، والثاني: النظر في مسألة المحنة، لا على أنها مسألة اعتقادية كلامية، بقدر ما هي سياسية عن علاقة السلطة بالآخر».[4]

## آراء ونقد للكتاب
- يقول الدكتور نارت قاخون (الباحث في التاريخ الإسلامي): «كتاب المحنة للدكتور فهمي جدعان هو نتاج سنوات من البحث في تجلية مسألة مهمة جدا مرتبطة بتاريخنا الإسلامي، وعنوانها "المحنة"، وقد صدر في نهاية الثمانينيات من القرن الماضي، وتُلقي بقبول حسن عند جمهرة من الباحثين ولا سيما المختصين في الشأن الفكري».[5]
- يقول الدكتور إبراهيم عوض: «لكتاب محاولة لتبرئة أهل الاعتزال من تحمل تبعة المحنة، ومن الممكن أن يكون كلامه صحيحاً من الناحية البحثية والاستقصائية حسب مصادره، ولكننا أيضا نجد في المصادر المعتبرة أن كثيرا من أهل الاعتزال كتبوا صراحة في خلق القرآن، ومنهم الجاحظ».[4]
- كتب منصور النقيدان عن تأثره بالكتاب: «كنت أتجول في مكتبة العبيكان فلفت انتباهي كميات كبيرة من كتاب "المحنة" للمفكر الفلسطيني فهمي جدعان، كان الكتاب لي انعطافة جديدة، أدركت وقتها أنني أدخل طوراً آخر. كان الحال أشبه بانحسار الظل».[6]